# SKEPP
De Studiekring voor de Kritische Evaluatie van Pseudowetenschap en het Paranormale (SKEPP) is een onafhankelijke sceptische vereniging in België.

## Stichting
Deze vereniging zonder winstoogmerk ontstond vanuit de Vereniging voor Sterrenkunde, en werd opgericht in 1990 door dertien mensen onder wie Etienne Vermeersch, Willem Betz, Tim Trachet en Jean Paul Van Bendegem. De vereniging draait op de vrijwillige inzet van wetenschappers en filosofen. SKEPP haalt haar inkomsten voornamelijk uit lidgelden. De Belgische media doen geregeld een beroep op SKEPP's kritische invalshoek wanneer een paranormaal of pseudowetenschappelijk onderwerp ter sprake komt. Hoewel de vereniging vooral een kritische informatieve functie vervult, haalde zij in 2004 de Vlaamse krantenkoppen toen dertig sceptici aan de Universiteit Gent een zelfmoordstunt uithaalden met een overdosis homeopathisch verdund slangengif, belladonna, en arseen. Het doel van deze actie was aan te tonen dat er in homeopathische geneesmiddelen geen werkzame stoffen zitten. Tevens bekritiseerde ze de ziekenfondsen om de buitenwettelijke vergoeding van alternatieve behandelingen. Volgens SKEPP wordt daarmee de indruk gewekt dat deze echt werken. De homeopathische zelfmoordstunt inspireerde in 2010 de Britse Merseyside Skeptics Society om de 10:23-campagne te lanceren, die internationaal veel gevolg kreeg en waaraan ook SKEPP opnieuw meedeed.

## Doelstellingen
De doelstellingen van deze vereniging luiden als volgt:
- Het verrichten van kritisch onderzoek naar beweringen die hetzij op basis van de huidige stand van de wetenschappelijke kennis uiterst onwaarschijnlijk zijn, hetzij met deze kennis in tegenspraak zijn. In het bijzonder richt SKEPP zich op als pseudowetenschappelijk te kwalificeren verklaringen en als paranormaal aangeduide verschijnselen.
- Daarbij claims of theorieën niet a priori af te wijzen. Hun waarde wordt slechts bepaald na kritisch onderzoek en objectieve evaluatie van alle argumenten. Beide zijn vrij van filosofische, levensbeschouwelijke en politieke opvattingen.
- Het verzamelen en ontsluiten van literatuur, documenten en ander materiaal dat op deze bovenstaande beweringen betrekking heeft.
- Het onder het groot publiek bekendmaken van de resultaten van haar eigen en ander kritisch onderzoek door het uitgeven van een periodiek, het organiseren van lezingen en congressen, het geven van voorlichting via media, scholen, etc.
- Het onderhouden van contacten met organisaties die deze doelstellingen geheel of gedeeltelijk onderschrijven.

## Activiteiten
SKEPP geeft sinds 2000 het tijdschrift Wonder en is gheen Wonder uit, dat in maart 2023 werd omgedoopt tot Skepp Magazine en zich zowel op pseudowetenschappelijke als wetenschappelijk-filosofische onderwerpen richt. Sinds 1996 reikt SKEPP bijna jaarlijks prijzen uit aan niet-leden, met name de Zesde Vijs en de Skeptische Put. In 2012 werd door SKEPP Het Denkgelag georganiseerd, een reeks conferenties waarin een wetenschapper als centrale gast in interactie met het publiek ongedwongen over filosofische, sceptische en wetenschappelijke onderwerpen kon spreken. Het Denkgelag groeide uit tot een onafhankelijke vzw die skeptische conferenties organiseert. Sinds 2015 organiseert SKEPP de "Zomerschool Kritisch Denken", gericht aan leerkrachten. SKEPP organiseert maandelijks lokaal een "Skeptics in the Pub" in Gent, Antwerpen en Leuven.

### Zesde Vijs
Prijs voor wie zich het voorbije jaar verdienstelijk heeft gemaakt in het verspreiden van objectieve kennis inzake pseudowetenschap en het paranormale, of door in de media op te vallen door een genuanceerde kritische kijk of door een grondig gedocumenteerd betoog. De winnaar krijgt de pdw-trofee, genoemd naar Patrick De Witte, jarenlang voorzitter van de prijzencommissie van SKEPP.
- 2024: Michaël Sels, diëtist en voedingswetenschapper;[10]
- 2023: Hilde Van Waelvelde, pediatrisch kinesitherapeut UGent;[11]
- 2022: Frederick Delaere, coördinator Belgisch UFO-meldpunt;
- 2021: de GEMS, de adviesraad van experts met betrekking tot de coronapandemie;[12]
- 2020: Maarten Schenk, factchecker en oprichter Trendolizer;[13]
- 2019: Sara Vandekerckhove en Femke van Garderen, journalisten van De Morgen;[14]
- 2018: Test Aankoop en Test Gezond;
- 2017: Maxie Eckert en Mark Eeckhaut, journalisten van De Standaard;[15]
- 2016: Dieter De Cleene, wetenschapsjournalist bij Eos;
- 2015: Stijn Bruers, ethicus, voor het artikel "Waarom de milieubeweging het ggo-dossier mag loslaten"[16] ;
- 2014: Maggie De Block;
- 2013: Marleen Finoulst;
- 2012: Ruben Mersch, voor zijn boek Oogklepdenken;
- 2011: wetenschapsredactie van De Standaard;
- 2010: tv-programma Ook getest op mensen, Eén;
- 2009: documentairemakers Ilse van Lysebeth en Ellen Vermeulen voor hun Panoramareportage De Mirakelmakers;
- 2008: Bruno Clément ven RTBF-actualiteitsmagazine Questions à la Une;
- 2007: radiomaker Jan Vanlangendonck van Radio 1;
- 2006: geen;
- 2005: journalist en filosoof Joël de Ceulaer van Knack;
- 2004: journalist Mark Eeckhaut van De Standaard;
- 2003: voormalig rector van de Universiteit Gent Andreas De Leenheer;
- 2002: communicatiewetenschappers Els De Bens en Karin Raeymaeckers;
- 2001: radioprogramma Jongens en Wetenschap;
- 2000: journalist Eddy Daniëls;
- 1999: Eos-journalist Wim Daems;
- 1998: rechtspsycholoog Hans Crombag;
- 1997: fysicus Jean Bricmont;
- 1996: historicus en moraalwetenschapper Gie van den Berghe.

### Skeptische Put
Prijs voor wie zich uitzonderlijk onkritisch heeft opgesteld en de popularisering van kennis en wetenschap totaal verkeerd heeft begrepen:
- 2024: Griet Op de Beeck;[17]
- 2023: Servaas Bingé;[18]
- 2022: Ariane Bazan;
- 2021: Artsen Voor Vrijheid, voor hun twijfels zaaien over coronavaccins en -maatregelen;[12]
- 2020: Mattias Desmet, hoofddocent klinische psychologie aan Universiteit Gent;[13]
- 2019: Karel de Grote Hogeschool en Howest voor de opleiding acupunctuur;[14]
- 2018: Jan Jacobs;
- 2017: Veerle Dobbelaere en Nancy Steels (TalentTester);[15]
- 2016: geen laureaat in 2016;
- 2015: geen laureaat in 2015;
- 2014: Jan Allein en werkgroep 'Beperk de straling';[19]
- 2013: Peter Vereecke;
- 2012: Patrick Geryl;
- 2011: geen laureaat in 2011;
- 2010: Chris Vermeire;
- 2009: Chris Gaublomme, voorzitter vzw Preventie Vaccinatieschade;
- 2008: Peter Aelbrecht;
- 2007: Vijf TV - My mind and body;
- 2006: geen laureaat in 2006;
- 2005: geen laureaat in 2005;
- 2004: geen laureaat in 2004;
- 2003: de ziekenfondsen Socialistische Mutualiteiten, Landsbond der Christelijke Mutualiteiten en Liberale Mutualiteit (2003);[20]
- 2002: journalist Willem J. Duckaert in magazine Blik en maar Natuurlijk! (2002);
- 2001: de Gentse psychologie-professor Stephan Lievens voor zijn boek Tussen de lijnen! Over grafologie;[21]
- 2000: Test Aankoop en Test Gezondheid van Verbruikersunie Test Aankoop;
- 1999: Ingeborg Sergeant;
- 1998: geen laureaat in 1998;
- 1997: VELAZQUEZ (Paranormal Consulting);
- 1996: Wim Daems.

### Sisyphusprijs
De Sisyphusprijs is een geldprijs voor Nederlanders en Belgen die onder gecontroleerde omstandigheden hun paranormale begaafdheid weten aan te tonen. Kanshebbers zijn bijvoorbeeld wichelroedelopers en pendelaars, sterren- en tarotlezers, en diegenen die sterk gepotentieerde (oneindig verdunde) drankjes weten te onderscheiden. De uitdager kan zelf een test bedenken mits de kans op slagen maar minder dan 1 op 1.000 is, zodat toeval uitgesloten kan worden. De prijs verwijst naar de Griekse mythologische figuur Sisyphus die een steen tegen een berg moest opduwen die telkens terugrolde. Volgens Jan Willem Nienhuys zou het overtuigen van het grote publiek van dergelijke claims eenzelfde onbegonnen werk zijn. Er zijn meerdere uitdagers geweest, maar geen van hen lukte het de prijs te winnen.
Het geldbedrag verbonden aan de prijs was aanvankelijk 10.000 euro, maar werd van 1 oktober 2012 tot 30 september 2013 verhoogd naar 1 miljoen euro. Sindsdien is het te winnen geldbedrag 25.000 euro.
SKEPP nodigde de winnares van het tv-programma Het Zesde Zintuig, Jacqueline Philips, uit voor de test. Philips ging niet in op het aanbod.
De uitdaging wordt gedeeld door tal van Europese sceptische verenigingen en geldt als het equivalent van de Amerikaanse One Million Dollar Paranormal Challenge die werd uitgeloofd door James Randi.